# Henry Edward Manning
Henry Edward Manning, angleški duhovnik, škof in kardinal, * 15. julij 1808, Totteridge House, † 14. januar 1892.

## Življenjepis
6. aprila 1851 se je spreobrnil v rimokatolištvo in 16. junija istega leta je prejel duhovniško posvečenje.
30. aprila 1865 je bil imenovan za nadškofa Westminstra in 8. junija istega leta je prejel škofovsko posvečenje.
15. marca 1875 je bil povzdignjen v kardinala in imenovan za kardinal-duhovnika Ss. Andrea e Gregorio al Monte Celio.